# Coluber schmidtleri
Coluber schmidtleri este o specie de șerpi din genul Coluber, familia Colubridae, descrisă de Beat Schätti și Mccarthy în anul 2001. Conform Catalogue of Life specia Coluber schmidtleri nu are subspecii cunoscute.